# نظریه فشار عمومی
نظریه فشار عمومی (به انگلیسی: General strain theory) یا «GST» یک نظریه جرم‌شناسی است که توسط رابرت اگنیو توسعه یافته‌است. نظریه فشار عمومی از زمان توسعه در سال ۱۹۹۲ توجه دانشگاهی بسیاری را به خود جلب کرده‌است.

## معرفی
نظریه فشار عمومی رابرت اگنیو، نظریه مستحکمی است، شواهد تجربی بسیاری را گردآوری کرده و همچنین با ارائه توضیحاتی در مورد پدیده‌های خارج از رفتار مجرمانه، دامنه اولیه خود را گسترش داده‌است. این نظریه به عنوان یک نظریه در سطح خرد ارائه می شود زیرا بیشتر روی یک فرد در یک زمان متمرکز است تا به کل جامعه.
اگنیو دریافت نظریه فشار که در اصل توسط رابرت کی. مرتن ارائه شد، از نظر مفهوم‌سازی کلان منابع احتمالی فشار در جامعه، به‌ویژه در میان جوانان، محدود بود. به باور مرتن، نوآوری زمانی رخ می‌دهد که جامعه بر اهداف مطلوب و تاییدشده اجتماعی تأکید کند ولی در عین حال فرصت کافی برای دستیابی به این اهداف با ابزارهای مشروع نهادینه شده را فراهم نکند. به عبارت دیگر آن دسته از اعضای جامعه که خود را در وضعیت فشار مالی می‌بینند و در عین حال آرزوی دستیابی به موفقیت مادی را دارند، برای دستیابی به اهداف مطلوب اجتماعی به جرم و جنایت متوسل می‌شوند. اگنیو از این فرض حمایت می‌کند ولی او همچنین باورمند است که در برخورد با جوانان عوامل دیگری وجود دارد که رفتار مجرمانه را تحریک می‌کند. او فرض می‌کند نه تنها مسایل مالی بلکه تجربیات منفی هم می‌توانند منجر به استرس شوند.
اگنیو چهار ویژگی از فشارهایی را شرح داد که به احتمال زیاد منجر به جرم می‌شوند:
1. فشارها ناعادلانه باشند،
2. فشارها زیاد باشند،
3. فشارها با کنترل اجتماعی پایین باشند و
4. فشارها انگیزه‌ای برای مقابله مجرمانه ایجاد کنند.

## فشارهای سه‌گانهٔ اگنیو
1. عدم دستیابی به اهداف با ارزش مثبت
2. حذف محرک‌های مثبت
3. معرفی محرک‌های منفی

در تلاش برای توضیح میزان بالای بزهکاری مردان در مقایسه با بزهکاری زنان، اگنیو و برودی تفاوت‌های جنسیتی در درک فشار و پاسخ به فشار را تجزیه و تحلیل کردند.
اولین منطقه‌ای که مورد بررسی قرار گرفت میزان فشاری بود که افراد با جنسیت خاص تجربه می‌کنند. بر اساس پژوهش‌های استرسی که اگنیو و برودی رعایت کردند، زنان به همان اندازه یا بیشتر از مردان فشار را تجربه می‌کنند. همچنین، زنان تمایل بیشتری به فشار ذهنی دارند. از آنجایی که زنان فشار بیشتری را تجربه می‌کنند و کمتر مرتکب جرم می‌شوند، اگنیو و برودی انواع مختلفی از فشار را بررسی کردند که زنان و مردان تجربه می‌کنند. یافته‌های آنها در زیر ذکر شده‌است:
| زنان                                                                                                | مردان                                                                       |
| --------------------------------------------------------------------------------------------------- | --------------------------------------------------------------------------- |
| نگران ایجاد و حفظ پیوندها و روابط نزدیک با دیگران - بنابراین نرخ جرم و جنایات خشونت‌آمیز کاهش می‌یابد | توجه به موفقیت مادی - بنابراین نرخ جرم و جنایات خشونت‌آمیز افزایش می‌یابد     |
| با رفتارهای منفی مانند تبعیض، تقاضاهای زیاد خانواده و رفتار محدود مواجه شوید                        | با همسالان خود درگیری بیشتری داشته باشید و به احتمال زیاد قربانی جنایت شوید |
| عدم دستیابی به اهداف ممکن است منجر به رفتارهای خودویرانگر شود                                       | عدم دستیابی به اهداف ممکن است منجر به جرم و جنایت خشونت‌آمیز شود             |

Source: O Grady
اگنیو و برودی در ادامه این فرضیه را مطرح کردند که ممکن است نه تنها در انواع فشار بلکه در پاسخ عاطفی به فشار نیز تفاوت‌هایی وجود داشته باشد:
| زنان                                                               | مردان                                                              |
| ------------------------------------------------------------------ | ------------------------------------------------------------------ |
| بیشتر با افسردگی و عصبانیت پاسخ می‌دهند.                            | احتمال بیشتری دارد که با عصبانیت پاسخ دهند.                        |
| خشم با ترس، گناه و شرم همراه است.                                  | خشم، خشم اخلاقی را به دنبال داردن.                                 |
| بیشتر احتمال دارد خود را سرزنش کنند و نگران تأثیرات خشم خود باشند. | سریع دیگران را سرزنش می‌کنند و کمتر نگران صدمه زدن به دیگران هستند. |
| افسردگی و احساس گناه ممکن است منجر به رفتارهای خودویرانگر شود.     | خشم اخلاقی ممکن است به جرم و جنایت خشونت‌آمیز منجر شود.             |

Source: O Grady
تحقیقات نشان داد زنان شاید فاقد اعتماد به نفس و عزت نفسی باشند که ممکن است منجر به ارتکاب جرم شود و از روش های فرار و اجتناب برای رهایی از فشار استفاده کنند. با این حال، زنان ممکن است روابط قوی تری داشته باشند که شاید به کاهش فشار کمک کند. گفته می شود مردان از نظر کنترل اجتماعی پایین تر هستند و در گروه های بزرگ اجتماعی می شوند. از سوی دیگر، زنان در گروه های کوچک پیوندهای اجتماعی نزدیکی ایجاد می کنند. بنابراین، مردان بیشتر به فشار با جرم پاسخ می دهند.

## نظریه سویه عمومی تروریسم
در سال 2010، رابرت اگنیو یک مقاله پژوهشی را منتشر کرد که نظریه سویه را در تروریسم به کار می برد.  او دریافت که تروریسم زمانی به احتمال زیاد زمانی رخ می دهد که مردم نوع های دسته جمعی را تجربه کنند که عبارتند از:
- قدرت زیاد، با غیرنظامیان آسیب دیده
- ناعادلانه
- از سوی افراد بسیار قدرتمندتر، از جمله غیرنظامیان همدست.

## انتقادات و توصیه های سیاستی

### انتقادات
- این نظریه برای هر فرد عادی بسیار پیچیده است که نمی تواند درک کند، آزمایش آن به دلیل پیچیده بودن آن واقعاً دشوار است. [۱۲]
- با دریافت نتایج بسیار متفاوت از آنچه آزمایش شده است و نظریه عامل چرایی را توضیح نمی دهد: چرا یک شخص مرتکب جرم یا جنایت می شود؟[۱۲]

این انتقادات به دلیل تحقیقات انجام شده توسط اگنیو در اوایل دهه 1990 صورت گرفت. نویسندگان کتاب درسی جرم شناسی: نظریه، تحقیق و سیاست (ویرایش پنجم) دریافتند که اینها موضوعات اصلی هستند که نظریه در مقابل آنها قرار داده است.
'توصیه های خط مشی:
کلاس «نظریه‌های» «رفتار مجرمانه» پروفسور گرینمن بهترین راه را برای پیشگیری از جرایم به دلیل این نظریه فرضی به شرح زیر است:
- استفاده از اشکال مختلف درمان برای کمک به افرادی که مشکلات کنترل خشم دارند.[۶]
- آموزش دادن به افراد چگونه به فشارهایی که فرد تجربه می‌کند از طریق آموزش مکانیسم‌های مقابله‌ای که رفتاری، عاطفی و شناختی هستند، تجربه کند.[۶]
- راه دیگر برای کاهش فشاری که ممکن است فرد تجربه کند، تجویز دارو برای او است.[۶]